# عصوية ذهبية تشابوية
عصوية ذهبية تشابوية (الاسم العلمي: Chryseobacterium chaponense) هي نوع من البكتيريا، سلبية الغرام، تتبع جنس عصوية ذهبية.